# 泰沃河畔梯也尔
泰沃河畔梯也尔（法語：Thiers-sur-Thève）是法国瓦兹省的一个市镇，属于桑利斯区和桑利斯县。该市镇总面积6.25平方公里，2009年时的人口为1123人。

## 人口
泰沃河畔梯也尔人口变化图示